# Somebody to Love (퀸의 노래)
"Somebody to Love"는 록 밴드 퀸의 1976년 앨범 A Day at the Races에 수록되어 있는 퀸의 대표곡 중 하나이다. 프레디 머큐리가 작사 및 작곡했다. A Day at the Races의 B 사이드 첫 곡으로 수록되었으며, 빌보드 영국 차트에서 2위, 미국 차트에서는 13위의 성적을 냈다.